# Poikilonemertes vivipara
Poikilonemertes vivipara är en djurart som tillhör fylumet slemmaskar, och som beskrevs av Stiasny-Wijnhoff 1942. Poikilonemertes vivipara ingår i släktet Poikilonemertes och familjen Emplectonematidae. Inga underarter finns listade i Catalogue of Life.